# 宋家の三姉妹
『宋家の三姉妹』（そうけのさんしまい、原題：宋家皇朝、英語題：The Soong Sisters）は、1997年制作の香港・日本合作映画。近代中国史に大きな影響を与えた宋靄齢・宋慶齢・宋美齢の三姉妹（宋氏三姉妹）を描いた伝記映画である。

## ストーリー
1900年代の初頭。中国の大財閥の総帥であり牧師でもあるチャーリー宋は、三姉妹の我が子をアメリカに留学させた。長女の宋靄齢は14歳。三女の美齢はまだ9歳の出来事だった。当時の中国は清朝打倒運動が盛んで、チャーリー宗も密かに革命家の孫文を支援していた。その後の辛亥革命で清朝は滅亡し、孫文は中華民国大統領に選出された。
1910年、帰国して孫文の秘書となる長女の靄齢。だが、靄齢は程なく富豪の孔祥熙と結婚した。代わって孫文の秘書となる次女の慶齢。政争に破れた孫文が日本に亡命すると慶齢も渡日し、親の反対を押し切って親子ほど歳の離れた孫文と結婚した。
1922年。広東に革命政府を樹立した孫文は、味方であるはずの軍閥から急襲を受けた。軍事顧問である蔣介石によって救出される孫文。だが、妻の慶齢は脱出に手間どり、妊娠中の子を失った。
1924年。孫文の抜擢で黄捕士官学校の校長となる蒋介石。財政的に豊かな学校の設立には、財閥である靄齢の夫・孔祥熙が深く関わっていた。蒋介石の出世を見越して、妹の美齢に結婚を勧める靄齢。
1925年、孫文は総理の在任中に「革命未だ成らず」と言い残して亡くなった。人々から、孫文の思想の象徴と見なされる慶齢。政治的に孫文になり代わったのは総司令官の蒋介石だった。蒋家の権力、孔家の財力。孫家の名声が国を動かすと確信する靄齢。
孫文が作り上げた中国国民党は彼の死後、権力争いで分裂した。乱れた国民党を嫌い、脱退する慶齢。混乱に乗じて権力拡大を画策する蒋介石。蒋介石を非難した慶齢は、美齢や靄齢と敵対した。美齢は既に蒋介石と婚約していたのだ。1927年、慶齢はソ連に渡り、美齢は国民革命軍の総司令官となった蒋介石と盛大な結婚式を上げた。
1931年。満洲事変が勃発したが、蒋介石率いる国民党は、中国共産党の粛清ばかりを優先し、日本軍の侵攻を許した。ソ連から帰国し、蒋介石を非難する声明を発表する慶齢。慶齢が邪魔だが、義姉であり、英雄・孫文の妻である彼女を暗殺できない蒋介石。
1936年、蒋介石が西安で張学良らに拉致・監禁された。国民党と共産党の内戦を停止し、対日戦線を開始せよと蒋介石に迫る張学良ら。蒋介石の救出に力を合わせる宗家の三姉妹。日本軍との戦いの為に、共産党に働きかけて張学良らの暴走を止める慶齢。救い出された蒋介石は、挙国一致の抗日を宣言した。
兵士の慰問などで反日戦線の象徴となる三姉妹。だが、終戦を待たずに靄齢と夫は香港に、慶齢は上海に移住した。中国では共産党が台頭し、蒋介石と美齢は国民党と共に台湾へと去った。「一人は金と、一人は権力と、一人は国家と結婚した」と言われた三姉妹が再び揃うことは無かった。

## キャスト
- 宋慶齢：マギー・チャン（吹き替え：日野由利加）
- 宋靄齢：ミシェル・ヨー（吹き替え：小野洋子）
- 宋美齢：ヴィヴィアン・ウー（吹き替え：落合るみ）
- 孫文：ウィンストン・チャオ（吹き替え：猪野学）
- 蔣介石：ウー・シングォ（吹き替え：原康義）
- チャーリー宋：チアン・ウェン（吹き替え：仲野裕）
- 宋夫人：エレイン・チン（吹き替え：火野カチコ）
- 孔祥熙：ニウ・チェンホワ（吹き替え：土師孝也）

## スタッフ
- 監督：メイベル・チャン
- 製作総指揮：レイモンド・チョウ
- 製作：ン・シーユエン（呉思遠）
- 脚本：アレックス・ロー
- 撮影：アーサー・ウォン
- 音楽：喜多郎、ランディ・ミラー
- 衣装：ワダエミ